# Tigrahauda zarudnyi
Tigrahauda zarudnyi är en insektsart som beskrevs av Oshanin 1913. Tigrahauda zarudnyi ingår i släktet Tigrahauda och familjen Dictyopharidae. Inga underarter finns listade i Catalogue of Life.